# Journal de Rouen
Le Journal de Rouen est un ancien journal quotidien régional de la presse écrite française, dont le siège se trouvait à Rouen (Seine-Maritime).

## Historique

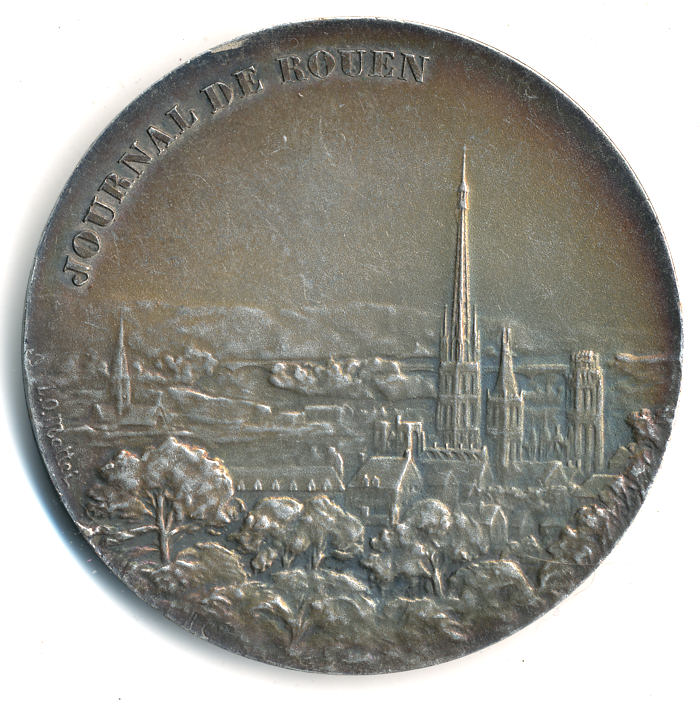
Médaille du Journal de Rouen, bronze argenté, 50mm par L.O. Mattei.

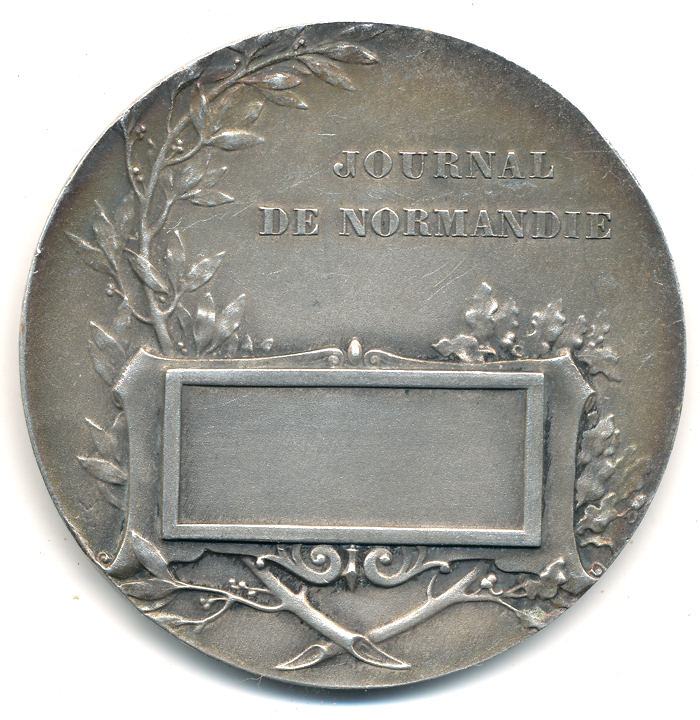
Revers de la Médaille du Journal de Rouen portant l'inscription « Journal de Normandie ».

Créé sous un autre nom Annonces, affiches et avis de la Haute et Basse Normandie en 1762 par l'imprimeur-libraire Étienne-Vincent Machuel, il est le plus ancien journal de presse française régionale. En 1785, l’homme de lettres parisien et ami de Diderot, Jean-Baptiste de Milcent, reprend l'entreprise sous le nom le Journal de Normandie. Le bihebdomadaire se transforme en quotidien cinq ans plus tard. Il devient le Journal de Rouen en 1790. Il a son siège social de 1829 à 1925 7, rue Saint-Lô, dans la même rue où s'était installé dès 1485 au no 13, Guillaume Le Talleur, premier imprimeur-éditeur de Rouen.
Propriété de la famille Brière, il est racheté en 1900 par Joseph Lafond, rédacteur en chef depuis 1882, à la mort de Léon Brière. Le journal est dès lors possédé et dirigé par la famille Lafond, par Joseph jusqu'à sa mort en 1921, puis par ses fils, Jean, André, Pierre et Jacques. Le journal est prospère, devient le premier quotidien de la région, frôle les cent mille exemplaires en 1939 et publie 5 éditions pour couvrir la Haute-Normandie. Une édition pour la région de Caen est publiée sous le nom de Journal de Normandie à partir de 1937 et prend son autonomie en 1939-1940, sous la direction de Jacques Lafond, le dernier fils de Joseph Lafond,.
Il déménage vers 1925 6, rue de l'Hôpital, dans un immeuble Art déco des architectes Paul Rabel et Étienne Villette, achevé en 1933.
Sous l'Occupation, les propriétaires décident de continuer à faire paraitre le journal. Sa ligne éditoriale est favorable au régime de Vichy et à la collaboration franco-allemande, avec notamment les articles de Michel Lafond, rédacteur en chef et fils de Jean Lafond, principal directeur du journal,.
À la Libération, le Journal de Rouen devient Normandie tandis que ses propriétaires et directeurs sont jugés et condamnés en mars 1945. La société possédant le journal est dissoute et ses biens sont en partie confisqués. À la suite du départ le 12 mars 1945 de Charles Vilain, le quotidien sous la direction de Pierre-René Wolf prend le nom de Paris-Normandie le 25 juillet 1947.
Une version numérisée du journal est consultable aux archives départementales de la Seine-Maritime.

## Débats sur l'esclavage et la traite négrière
Au XVIIIe siècle, la presse devient un nouvel espace d'expression de l'opinion. Elle se fait ainsi l'écho des sujets débattus par les élites locales, comme c'est le cas pour la condition des noirs, alors qu'à cette époque la France est une puissance coloniale et esclavagiste, et que les ports normands sont fortement impliqués dans ce système économique et dans la traite négrière.
Le Journal de Rouen illustre alors bien une évolution des mentalités des Rouennais. D'abord relais important des stéréotypes physiques et des thèses sur la hiérarchie des races, le journal fera une part de plus en plus importante aux idées antiesclavagistes.
Le 22 février 1786, dans la rubrique « Morale politique » du Journal de Rouen, la publication d’une brochure esclavagiste de 126 pages écrite par Duval-Sanadon, colon de Saint-Domingue, futur secrétaire du club Massiac et proche de l'armateur négrier havrais Stanislas Foäche, suscite la colère de Jean-Baptiste Milcent. Dans un texte qui s’appuie sur les écrits de Bernardin de Saint-Pierre, le directeur du Journal de Rouen dénonce alors le Code Noir.
L'année suivante, Milcent confirme les progrès de ce discours critique. Il publie en effet un extrait des Lettres d’un cultivateur américain, dans lequel les noirs sont présentés « comme une race d’hommes entièrement régénérée depuis longtemps, non moins par leur séjour dans cette isle que par l’éducation qu’ils reçoivent de leurs maîtres ».

## Directeurs
- Jean-Baptiste Milcent 1785-1791
- Noël de la Morinière 1792-
- Simon-Barthélemy-Joseph Noël -1799
- Pierre Duval 1799-
- Désiles Brière 1828-1878
- Léon Brière (son fils) 1872-1900 [13]
- Joseph Lafond 1900-1921
- André Lafond (son fils) 1921-1932[14]
- Jean Lafond (son frère) 1932-
- (Pierre-René Wolf) 1945-1972

## Collaborateurs connus
- François Rittiez (1803-1870)
- Eugène Noël (1816-1899)
- Alfred Darcel (1818-1893)
- Georges Dubosc (1854-1927)
- Marcel Nicolle (1871-1934)
- René-Gustave Nobécourt (1897-1989)
- René Trintzius (1898-1953)